# 謝婷婷
謝婷婷（Jennifer Tse，1982年9月7日—），香港女藝人。香港資深演員謝賢與狄波拉女兒，謝霆鋒胞妹。加拿大不列顛哥倫比亞大學毕业，隨後於2005年5月返港，同年獲溫哥華中華文化中心委任為「青年文化大使」，推廣溫哥華文化。謝婷婷此外於1983年正式認資深藝人汪明荃為誼母。

## 個人生活

### 感情
2009年8月，謝婷婷和安志杰自爆兩人戀情。
2013年5月，安志杰公布「分手訊息」。安志杰說：「我和婷婷一起4年多感情，正式劃上句號。」安志杰與謝婷婷高調相戀，時以情侶檔出席公開活動表現恩愛，更屢傳婚訊。於今年1月外遊慶祝拍拖4周年後，感情起變化處冷靜期，其間傳出分手消息，婷婷接受訪問時露端倪，說要是情侶有問題需要去傾聽，她跟安志杰最大問題是沒有時間。其後和戴尚安（Sean Lee-Davies）拍拖，感情維持一年後終結。
2019年6月，謝婷婷在Instagram宣佈已為人母，女兒已出生一百天。文中沒有披露女兒父親身分或自己婚姻狀況。

## 影視作品

### 電影
| 年份   | 片名             | 角色             |
| 2010年 | 《李小龍》       | 曹敏兒           |
| 2011年 | 《猛鬼愛情故事》 | 叶淑玲           |
| 2012年 | 《絕色武器》     | 龍小鳳/文靜      |
| 2013年 | 《瘋子遊天下》   | 毒春嬌           |
| 2014年 | 《釋迦牟尼佛傳》 | 耶輸陀羅（成年） |
| 2015年 | 《有客到》       |                  |
| 2018年 | 《歐洲攻略》     |                  |

### 综艺节目
| 年份   | 頻道         | 節目名       |
| 2016年 | 中國浙江衛視 | 《來吧冠軍》 |

## 獎項
| 年份   | 獎項                                         | 結果 |
| 2011年 | 第6屆香港電影導演會年度大獎“年度新演員 銀獎” | 獲獎 |

## 外部連結
- 謝婷婷的新浪微博
- 謝婷婷的Facebook專頁
- 謝婷婷的Instagram帳戶
- 謝婷婷在互联网电影资料库（IMDb）上的資料（英文）
- 謝婷婷在香港影庫上的簡介
- 謝婷婷在豆瓣上的资料（简体中文）
- 謝婷婷在时光网上的簡介（简体中文）